# Bernard Jan Alfrink
Bernard Jan Alfrink, nizozemski rimskokatoliški duhovnik, škof in kardinal, * 5. julij 1900, Nijkerk, Nizozemska, † 17. december 1987, Nieuwegein, Nizozemska.

## Življenjepis
15. avgusta 1924 je prejel duhovniško posvečenje.
28. maja 1951 je bil imenovan za sonadškofa Utrechta in za naslovnega nadškofa Tjane; 17. julija istega leta je prejel škofovsko posvečenje. 31. oktobra 1955 je nasledil nadškofovski položaj. Leta 1957 je postal vojaški nadškof Vojaškega ordinariata Nizozemske.
28. marca 1960 je bil povzdignjen v kardinala in imenovan za kardinal-duhovnika S. Gioacchino ai Prati di Castello.
Leta 1975 se je upokojil z vseh položajev.